# Opodiphthera tenimberensis
Opodiphthera tenimberensis är en fjärilsart som beskrevs av Friedrich Wilhelm Niepelt 1934. Opodiphthera tenimberensis ingår i släktet Opodiphthera och familjen påfågelsspinnare. Inga underarter finns listade i Catalogue of Life.